# Formulario nacional de medicamentos
Un formulario nacional de medicamentos es un listado de medicamentos elaborado por la autoridad de salud (Ministerio de Salud u otro) correspondiente, o sociedades médicas y farmacológicas. Los medicamentos se identifican por la denominación común internacional. 

## Objetivos
Los objetivos en la elaboración de un formulario nacional son:
- Establecer equivalencias entre medicamentos más o menos recomendables para su prescripción;
- Poder establecer posibles intercambios o substituciones de medicamentos en los casos que sea necesario; y
- simplificar el proceso y administración de compras de las autoridades de salud para sus centros de atención y tratamiento (consultorios, hospitales, etc.)

## Formularios nacionales por países
- Formulario Nacional Español (1990)[1][2]
- Formulario Nacional de Medicamentos de Chile (1967). Elaborado por el Ministerio de Salud[3]
- Formulario Terapéutico Nacional de Argentina (La Ley 16.463 de 1964 establece su creación y se publica su primera edición en 1977). Existió inicialmente el Repertorio de Medicamentos Simples elaborado por el Ministerio de Salud en 1961 con 200 fármacos;
- Formulario Nacional de Medicamentos de Cuba (1987)
- Formulario Nacional de Medicamentos Esenciales del Perú. Elaborado por el Ministerio de Salud
- British National Formulary y British National Formulary for Children (Reino Unido). Elaborado por la British Medical Association y la Royal Pharmaceutical Society of Great Britain y autoridades de salud británicas
- United States Pharmacopeia and National Formulary (USP-NF). Publicado por la United States Pharmacopeial Convention,